# Estação Ferroviária de Wotton (Brill Tramway)
A estação ferroviária de Wotton era uma pequena estação em Buckinghamshire, Inglaterra, construída por Richard Temple-Nugent-Brydges-Chandos-Grenville, 3º Duque de Buckingham e Chandos, em 1871. Parte de um bonde particular puxado por cavalos projetado para transportar cargas de e ao redor de suas terras em Buckinghamshire, a estação de Wotton destinava-se a servir a casa do duque em Wotton House e a vila vizinha de Wotton Underwood. Em 1872, a linha foi estendida para a vila vizinha de Brill, convertida para uso de passageiros, equipada com locomotivas a vapor e renomeada como Brill Tramway. Na década de 1880, foi proposto estender a linha até Oxford, mas a operação da linha foi assumida pela Metropolitan Railway de Londres.
Embora situada em uma área despovoada, a estação Wotton foi relativamente bem utilizada. Ele viu o maior número de passageiros de qualquer estação da linha, exceto o terminal na estação ferroviária de Brill e o cruzamento com a linha principal para Londres na estação ferroviária de Quainton Road, e também transportou grandes quantidades de leite das fazendas leiteiras da área. Em 1906, a Great Western and Great Central Joint Railway (comumente conhecida como Rota Alternativa) foi inaugurada, cruzando o Brill Tramway em Wotton. Embora as linhas não estivessem conectadas, uma estação (também chamada Wotton) foi construída na nova linha muito perto da estação Wotton existente; as duas estações compartilhavam um chefe de estação.
Em 1933, a Metropolitan Railway, que alugava a linha, tornou-se propriedade pública e tornou-se a linha metropolitana da London Transport. Apesar de ser uma pequena estação rural a 79 km de trem da cidade de Londres, Wotton tornou-se uma estação do metrô de Londres. Frank Pick, o chefe executivo do Conselho de Transporte de Passageiros de Londres, pretendia abandonar as operações de frete na rede do metrô de Londres e não via como as partes mais distantes da antiga Ferrovia Metropolitana poderiam se tornar rotas viáveis de passageiros. Como resultado, todos os serviços de passageiros ao norte de Aylesbury foram retirados entre 1935 e 1936; os últimos trens do Brill Tramway rodaram em 30 novembro de 1935. A linha então reverteu para os descendentes do duque de Buckingham, mas sem fundos e sem material rodante, eles não puderam operá-la. Em 2 de abril de 1936, toda a infraestrutura da linha, incluindo a estação Wotton, foi vendida para sucata em leilão. Com exceção de um pequeno prédio que já abrigou a forja do Brill Tramway, todos os prédios da estação em Wotton foram demolidos.

## Bonde Wotton
Em 23 de setembro de 1868, a pequena Aylesbury and Buckingham Railway (A&BR) foi inaugurada, ligando a estação da Great Western Railway em Aylesbury à linha Oxford to Bletchley da London and North Western Railway em Verney Junction. Em 1.º de setembro de 1894, a Metropolitan Railway (MR) de Londres chegou a Aylesbury, e logo depois se conectou à linha A&BR, com serviços locais da MR indo para Verney Junction a partir de 1º de abril de 1894. Através de trens do terminal londrino da MR em Baker Street começou em 1.º de janeiro de 1897.
Richard Plantagenet Campbell, 3.º Duque de Buckingham e Chandos, há muito tempo se interessava por ferrovias e atuou como presidente da London and North Western Railway, de 1852 a 1861. No início da década de 1870, ele decidiu construir uma ferrovia leve para transportar cargas de suas propriedades em Buckinghamshire para a linha A&BR em Quainton Road. Como a linha proposta deveria funcionar em terras de propriedade do duque e do Winwood Charity Trust, que consentiu com sua construção, a linha não precisava de aprovação parlamentar e a construção poderia começar imediatamente.
A primeira etapa da rota, conhecida como Wotton Tramway, era de 6,4 km da linha de Quainton Road via Wotton até um desvio de carvão em Kingswood, inaugurada em 1º de abril de 1871. Destinada ao uso apenas de bondes puxados por cavalos, a linha foi construída com travessas longitudinais, para reduzir o risco de cavalos tropeçando.

### Extensão para Brill e conversão para uso passageiro

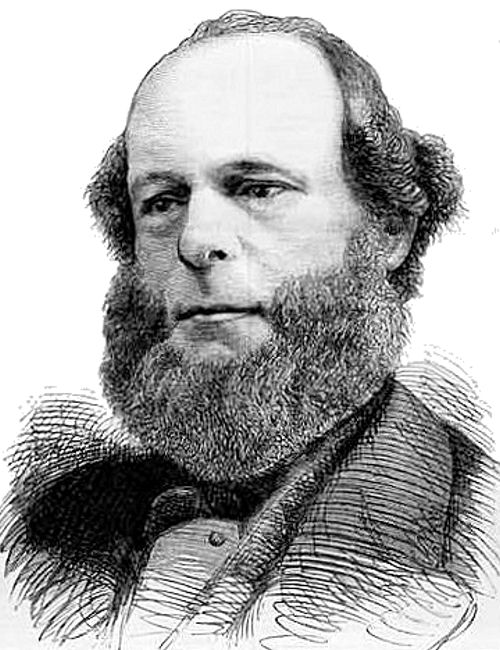
O Duque de Buckingham, fundador do Brill Tramway

Moradores da cidade vizinha de Brill pressionaram o duque para a introdução de serviços de passageiros na linha. Isso levou a uma atualização e extensão da linha de Wotton, através do terminal original do sistema de bondes em Wood Siding, para um novo terminal no sopé de Brill Hill, ao norte da cidade de Brill, no topo da colina. A nova estação ferroviária de Brill foi inaugurada em março de 1872. Além dos trens de carga que funcionavam como e quando necessário, dois trens mistos por dia circulavam em cada direção. O Duque comprou dois motores de tração Aveling e Porter modificados para funcionar como locomotivas, cada um com uma velocidade máxima de 13 km/h, embora um limite de velocidade de 5 km/h foi aplicada. Com a extensão para Brill aberta, a linha passou a ser chamada de Brill Tramway.
Em 1889, o duque de Buckingham morreu e, em 1894, os curadores de sua propriedade fundaram a Oxford & Aylesbury Tramroad Company (O&ATC) com a intenção de estender a linha de Brill a Oxford, mas a extensão além de Brill nunca foi construída. Os serviços ferroviários de Londres a Oxford eram muito ruins nessa época; apesar de ser uma rota extremamente indireta, se a conexão de Quainton Road para Oxford tivesse sido construída, teria sido a rota mais curta entre Oxford e a cidade de Londres.
A Metropolitan Railway alugou o Brill Tramway de 1.º de dezembro de 1899, e a partir de então a MR (a linha metropolitana do metrô de Londres a partir de julho de 1933) operou todos os serviços da linha, embora a linha continuasse a ser propriedade da O&ATC. Durante toda a operação do Brill Tramway, os trilhos e as estações permaneceram na propriedade da Oxford & Aylesbury Tramroad Company; a RM tinha a opção de comprar a linha em definitivo, mas ela nunca foi aceita.

## Estruturas e tapumes

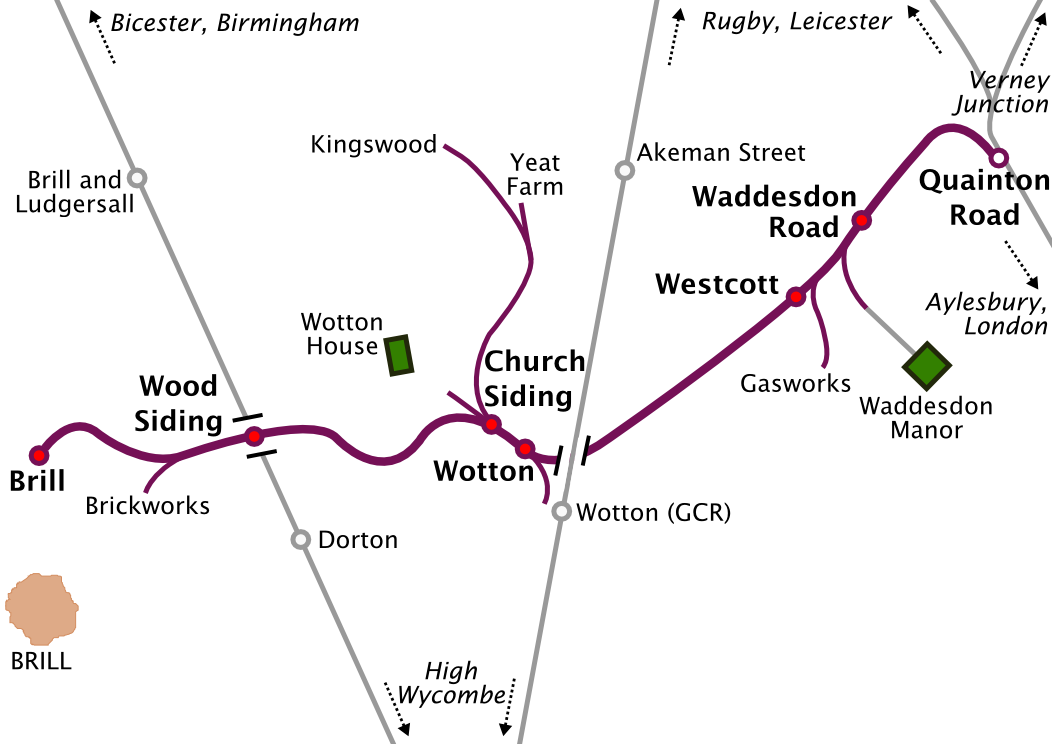
Toda a extensão do sistema Brill Tramway. A rota alternativa cruza, mas não se junta ao Brill Tramway em Wotton. Nem todas as linhas e estações mostradas neste diagrama foram abertas simultaneamente

A estação de Wotton estava situada em campo aberto, cerca de 1,6 km do assentamento mais próximo de Wotton Underwood, que em 1871 tinha uma população de cerca de 220. Aproximadamente a meio caminho entre o terminal da linha em Brill e o cruzamento com a linha principal em Quainton Road, a estação marcava o oficial ponto médio da linha para fins operacionais. Quando mais de uma locomotiva estava em operação na linha, o Tramway operava um sistema de sinalização de token usando equipes codificadas por cores; os motoristas no trecho entre Quainton Road e Wotton eram obrigados a portar um bastão azul; aqueles entre Wotton e Brill (e o desvio de Kingswood) um cajado vermelho. A estação estava situada em uma curva acentuada; se a extensão para Oxford tivesse sido construída, a estação precisaria ser relocalizada para acomodar trens mais longos e mais rápidos.

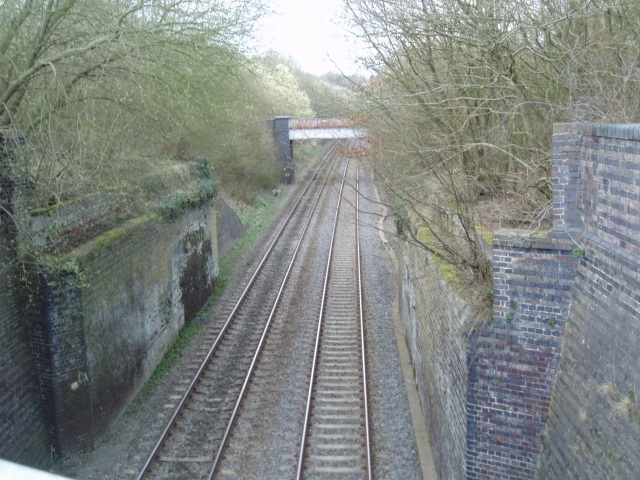
imagem da ferrovia

A estação original era um banco de terra bruta 150 mm de altura, sustentado por pranchas de madeira, mas foi posteriormente reconstruído. A estação estava equipada com uma plataforma de nível curto, e um pequeno galpão de produtos quadrados de 7,6 m. Os principais usuários das instalações de mercadorias parecem ter sido as fazendas leiteiras locais; na década de 1880, antes da transferência para a operação da Metropolitan Railway, a estação de Wotton movimentava de 45 a 60 mil galões de leite por ano. O próprio edifício da estação de passageiros era uma cabana de madeira com telhado de ferro, 7,3 m de comprimento por 3,28 m de largura, incluindo sala de espera, cartório e sanitários masculino e feminino. Até o início do século XX, o porteiro da estação era obrigado a manter uma chaleira de três galões fervendo para aquecer os pés, caso os passageiros precisassem. Um par de pequenas cabanas foram construídas perto da estação para abrigar os funcionários da Tramway.
Um pequeno desvio imediatamente a oeste da estação originalmente levava a um estábulo, que abrigava os cavalos do bonde. Após a mecanização da linha em 1872, os estábulos foram fechados, e o desvio serviu para um pequeno curral.

### Tapume da igreja

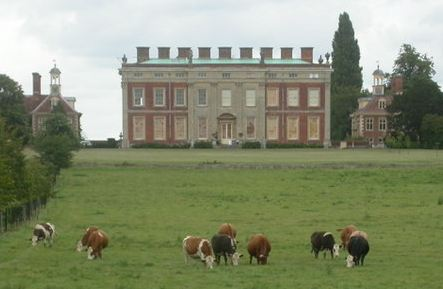
O ramal Church Siding, a oeste da estação Wotton, servia à casa do duque de Buckingham em Wotton House

Um pouco a oeste da estação havia um entroncamento a 1,8 km conhecido como Church Siding, que atravessava Wotton Underwood até o vilarejo de Kingswood. Este ramal atendeu a dois comerciantes de carvão e nunca transportou oficialmente passageiros; nunca foi atualizado para transportar locomotivas e permaneceu sendo trabalhado por cavalos ao longo de sua existência. A localização da baía de carvão em Kingswood foi controversa, pois foi inconvenientemente localizada e construída em terreno baixo, sujeito a inundações. O duque e o agrimensor da linha discordaram sobre a melhor localização para o depósito; para resolver a questão, o duque jogou seu chapéu para o alto e a baía de carvão foi construída onde o chapéu caiu. O ramal para Kingswood foi abandonado por volta de 1915, embora um pequeno trecho entre o Brill Tramway e a casa do duque de Buckingham em Wotton House, tenha permanecido aberto para tráfego ocasional de mercadorias até que a linha fosse fechada.

### Ferroviário Conjunta Great Western e Great Central
Em 2 de abril de 1906, a Great Western and Great Central Joint Railway, comumente conhecida como Rota Alternativa, foi aberta aos passageiros. A nova linha ligava Ashendon Junction na Chiltern Main Line à Great Central Railway em Grendon Underwood, a uma curta distância a noroeste de Quainton Road. A Rota Alternativa cruzou o Brill Tramway em uma ponte em Wotton, e outra estação, também chamada de "Wotton", foi construída no aterro imediatamente ao sul da estação existente de Wotton. Embora as linhas não se conectassem, um desvio temporário foi construído do Brill Tramway para o novo aterro e usado para o transporte de materiais de construção e a remoção de entulho das obras durante a construção da nova linha. As duas estações Wotton eram muito próximas, e o mesmo chefe da estação era responsável por ambas as estações.

## Serviços de passageiros

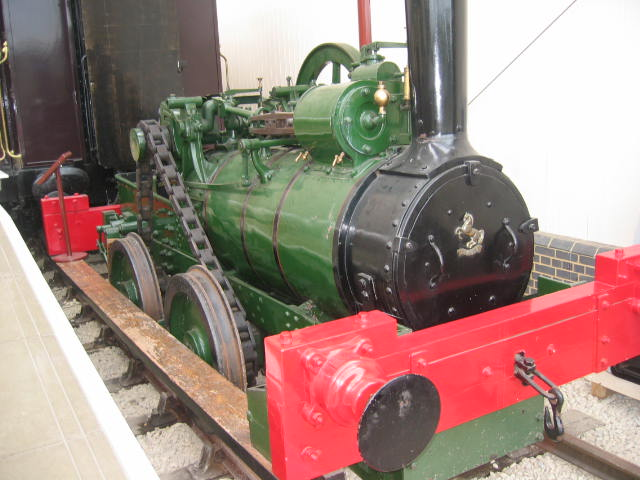
Uma das locomotivas Aveling and Porter originais de 1871 usadas no Brill Tramway antes das operações serem assumidas pela Metropolitan Railway

De 1872 a 1894 a estação foi servida por dois trens de passageiros por dia em cada direção, e de 1895 a 1899 o número aumentou para três por dia. Após a transferência de serviços para a Metropolitan Railway em 1899, a estação era servida por quatro trens por dia até o fechamento em 1935. Limitada por locomotivas de baixa qualidade e trilhos não classificados e baratos que seguiam os contornos das colinas, e parando em três estações intermediárias entre Wood Siding e Quainton Road para pegar e desembarcar mercadorias, passageiros e gado, os trens circulavam muito lentamente; em 1887, os trens demoravam entre 35 e 45 minutos para viajar de Wotton a Brill e cerca de uma hora de Wotton até a estação de junção com a linha principal em Quainton Road.
As melhorias na linha realizadas no momento da transferência para Oxford & Aylesbury Tramroad e o uso do material rodante de melhor qualidade da MR reduziram o tempo de viagem de Wotton a Brill e Quainton Road para cerca de 10 minutos e 25 minutos, respectivamente. Servindo uma área pouco povoada, a estação ferroviária de Wotton teve pouco uso de passageiros, embora fosse a estação mais usada na linha, exceto a própria Brill e a estação de entroncamento em Quainton Road; em 1932, o último ano de operação privada, a estação registrou 2.648 viagens de passageiros ganhando um total de 144 libras em receitas dos passageiros.

## Retirada dos serviços

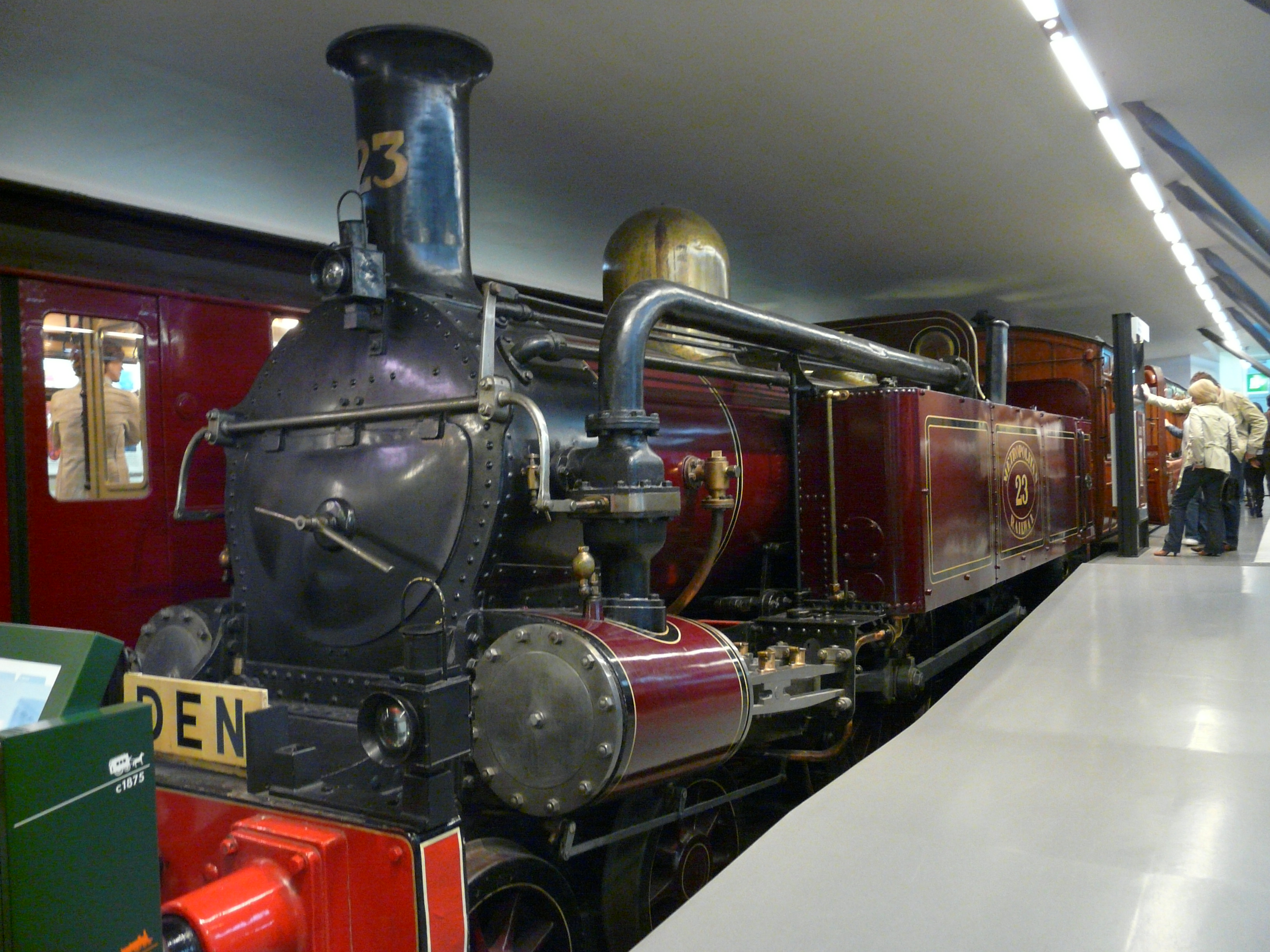
Uma das duas locomotivas Metropolitan Railway A Class usadas no Brill Tramway no momento de seu fechamento

Em 1.º de julho de 1933, a Metropolitan Railway, juntamente com outras ferrovias subterrâneas de Londres, além da curta Waterloo & City Railway, tornou-se propriedade pública como parte do recém-formado London Passenger Transport Board (LPTB). Assim, apesar de ter 72 km e mais de duas horas de viagem da cidade de Londres, Wotton tornou-se formalmente uma estação do metrô de Londres, embora em comum com outras estações da linha metropolitana ao norte de Aylesbury nunca tenha sido mostrada no mapa do metrô. Frank Pick, diretor administrativo do Underground Group de 1928 e chefe executivo do LPTB, pretendia afastar a rede dos serviços de frete e viu as linhas além de Aylesbury via Quainton Road para Brill e Verney Junction como tendo pouco futuro como rotas de passageiros financeiramente viáveis, concluindo que mais de 2 mil libras seriam economizados com o fechamento do Brill Tramway.
Com Pick querendo abandonar os serviços de frete e não vendo futuro para as extremidades da antiga Ferrovia Metropolitana como rotas de passageiros, o LPTB decidiu abandonar todos os serviços de passageiros além de Aylesbury. Todos os serviços no Brill Tramway foram oficialmente retirados em 1º de dezembro de 1935, com os últimos trens circulando em 30 de novembro. Enquanto os serviços foram retirados completamente do Brill Tramway, o LPTB considerou o ramal de Verney Junction como tendo uso como uma linha de carga e como uma rota de diversão, e continuou a manter a linha e a operar serviços de carga até 6 Setembro de 1947.

## Fechamento
Após a retirada dos serviços de transporte de Londres, o contrato de arrendamento da Metropolitan Railway foi anulado e a ferrovia e as estações voltaram ao controle da Oxford & Aylesbury Tramroad Company. Sem fundos e sem material rodante próprio, a O&ATC não conseguiu operar a linha e, em 2 de abril de 1936, toda a infraestrutura da linha foi vendida em leilão. Edifício da estação Wotton vendido por 5,10c, a plataforma por 2,5c e o curral para 11c.
A estação de Wotton na Rota Alternativa, que havia passado da propriedade da Great Central Railway para a London and North Eastern Railway, permaneceu aberta (embora pouco utilizada e servida por apenas dois trens por dia em cada sentido) até 7 de dezembro de 1953, quando a linha foi abandonada. Todos os edifícios da estação Brill Tramway em Wotton foram posteriormente demolidos, exceto um pequeno prédio que já abrigou a forja do Tramway, que foi deixado abandonado. A ponte que anteriormente carregava a Rota Alternativa foi demolida em 1970, e a antiga estação ferroviária Great Central na Rota Alternativa foi convertida em uma casa particular.